# Eldrik
Eldrik est une localité néerlandaise située dans la région d’Achterhoek et la commune de Bronckhorst.